# Univerzita Aleksandëra Xhuvaniho

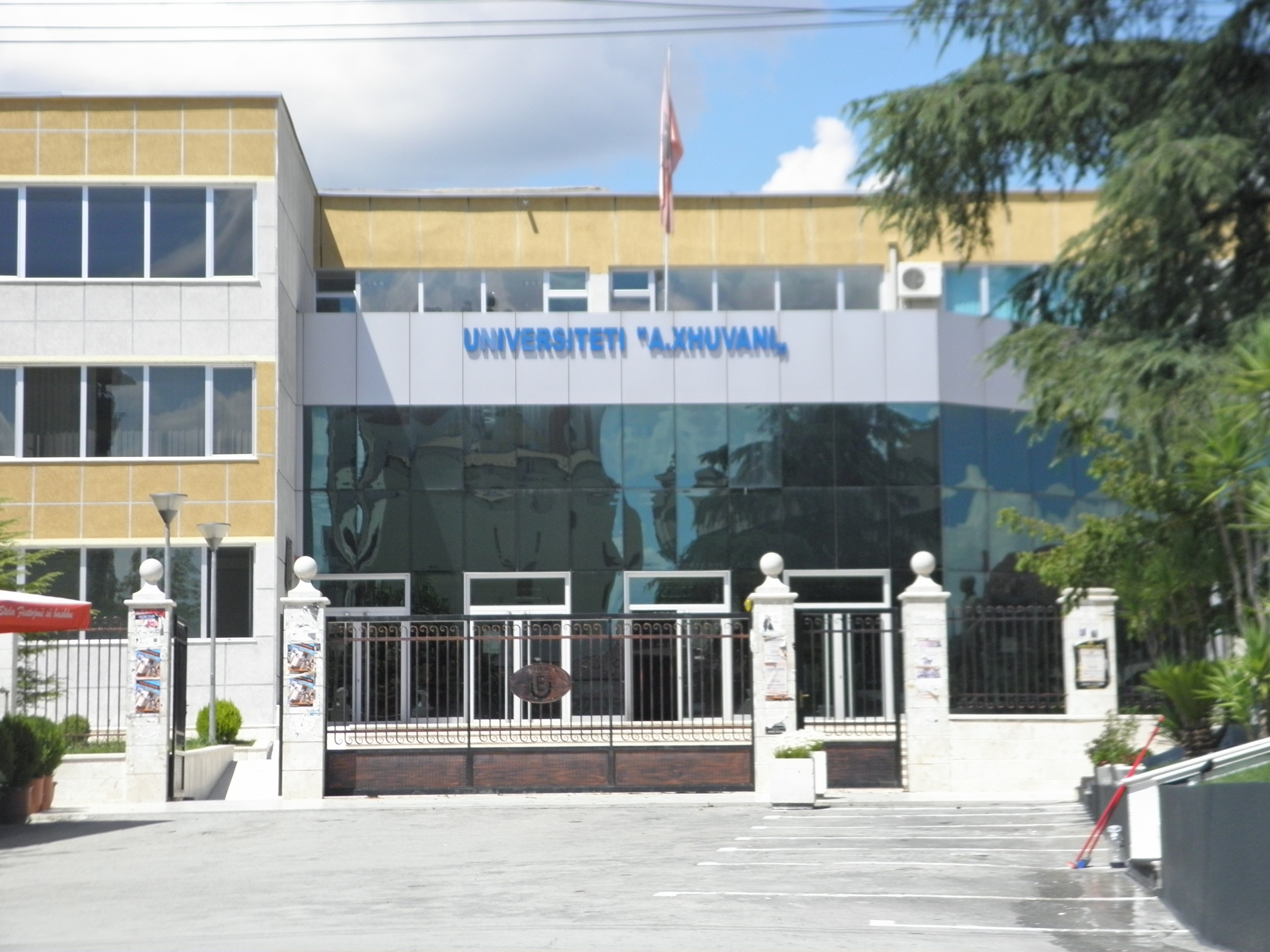
hlavní budova univerzity

Univerzita Aleksandëra Xhuvaniho je instituce nacházející se v albánském Elbasanu, nabízející vysokoškolské vzdělání.

## Historie
Univerzita je nástupcem institutu Elbasanské normální školy (albánsky Shkolla Normale e Elbasanit), která vznikla 1. prosince 1909. Shkolla Normale byla střední školou. Poté pokračovala jako škola v rámci univerzity s názvem Shkolla Normale Pedagogjike.
První část této instituce vyššího vzdělání byla založena roku 1971 jako Institut i Lartë Pedagogjik „Aleksandër Xhuvani“ (Vysokoškolský institut Aleksandër Xhuvani). Tato instituce se skládala z několika oddělení: albánština a literatura, matematika a fyzika, historie a geografie, chemie a biologie. Dále zde bylo oddělení inženýrství a ekonomiky, které se stalo základem Tiranské univerzity. Dne 12. listopadu 1991 byl institut povýšen na stupeň univerzity.
Je pojmenována po Aleksandërovi Xhuvanim, albánském filologovi a vychovateli.

## Fakulty
Univerzita je rozdělena do sedmi fakult:
- Cizí jazyky
- Přírodní vědy
- Společenské vědy
- Humanitní vědy
- Ekonomika
- Předškolní a základní vzdělávání
- Ošetřovatelství

## Rektor
- Dr. Vasil Kamami
- Dr. Hysen Shabanaj
- Prof.Dr. Agron Tato
- Prof.Dr. Mehmet Çeliku
- Prof.Dr. Teuta Dilo
- Prof.Dr. Jani Dode
- Prof.Dr. Liman Varoshi